# Муратов, Талгат Батырович
Талгат Батырович Муратов (каз. Талғат Батырұлы Мұратов; род. 28 января 1972, Алматинская область, Казахская ССР) — казахстанский государственный деятель. Аким города Семея (с 23 декабря 2024).

## Биография
Родился 28 января 1972 года в Алматинской области.

### Образование
Имеет три высших образования:
- в 2007 году окончил Казахскую головную архитектурно-строительную академию по специальности «Эксперт-оценщик»[2];
- в 2015 году — Казахстанский инновационный университет по специальности «Юриспруденция»[2];
- в 2018 году — Казахский университет путей сообщения по специальности «Техника и технология»[2].

### Трудовая деятельность
Трудовой путь начал в 1993 году исполнительным директором в компании «Стройдеталь» в Семипалатинске.
В 2006—2007 гг. — экономист в ТОО «Семей Сельхозтехника».
В 2007—2010 гг. — заместитель директора ТОО «Комфорт-Экспресс».
В 2010—2011 гг. — директор ТОО «Конструкторское бюро горно-металлургического оборудования».
В 2012—2014 гг. — заместитель генерального директора ТОО «Шығыс Самғау».
С мая по сентябрь 2014 года — начальник отделения розничного центра филиала города Семей АО «АТФ Банк».
В 2014—2015 гг. — главный специалист отдела строительства, архитектуры и градостроительства Бескарагайского района.
В 2016—2018 гг. — руководитель отдела архитектуры, градостроительства и строительства Жарминского района.
В 2018—2022 гг. — заместитель акима Жарминского района.
В 2022—2024 гг. — аким Бескарагайского района.
С 23 декабря 2024 года — аким города Семея.